# KRIWI
KRÍWI — музыкальная группа из Беларуси,  основанная в 1996 году продюсером Валера Канищев/Waléra Kanischtscheff/. Название группы — отсылка к древнему славянскому племени кривичи. В своём творчестве группа сочетает звучание традиционных европейских народных инструментов (колесную лиру, волынку, цимбалы, флейты) и современные технологии (синтезаторы, программирование, сэмплы).

## История
Коллектив основали в 1996-м участники группы «Палац»: гитарист Юрий Выдронок, вокалист, мультиинструменталист Дмитрий Войтюшкевич, вокалистка Вероника Круглова и актёр, продюсер Валера Канищев (Waléra Kanischtscheff) Позднее к ним присоединились другие музыканты этого открытого проекта лейбла белпункт-берлин. Группа сразу начала устраивать концерты в Беларуси и Западной Европе. На одном из таких концертов их заметили немцы и предложили выгодные условия для записи альбома. Продюсерский центр, который занимается группой c 1996 года и до сих пор, носит название «Belpunkt-de».
Дебютный альбом «Hej-loli» записывали в Берлине. После выхода пластинки группа начала давать концерты по Беларуси. Благодаря качественной записи и самобытном подходе к музыке, они легко закрепились в фольк-движении Германии. Потом увидел свет следующий альбом «За туманом…». На одноимённую песню был снят видеоклип (режиссёр А. Вечер). KRIWI участвовали в таких фестивалях как «Славянский базар» (Беларусь), «Басовище» (Польша), «Musica Vitale» (Berlin), «Festival Fur Folk, Lied und Weltmusik» (Перлеберг), (Германия), «Азия Дауысы» (Казахстан), «Молодечно» (Молодечно), «Рок-коронация» (Беларусь) и т. д.
В 1999 году коллектив на «Рок-коронации» получил главную альтернативную премию Беларуси — «Рок-корона». Впоследствии один из музыкантов группы — Дмитрий Войтюшкевич, покинул её и создал в 2000-м году свой отдельный проект, под названием «WZ-Orkiestra», гитарист Юрий Выдронок создал свой отдельный проект Uria, а Вероника Круглова, став дважды рок-княжной в Беларуси, вместе с продюсером продолжает свой открытый проект KRIWI. Группа выступала в Польше, Украине, Германии, Швеции, Франции, Италии, России, Словении, Казахстане, Эстонии, Люксембурге и Латвии. Альбом «Traukamurauka» 2013 года получил «Лучший музыкальный альбом» в Беларуси, в 2014 год прошел концерт на карнавале культур Karneval der Kulturen в Берлине, Германия, в 2015 году группа выступала в Werkstatt der Kulturen, 2022 InterFilmWostok in VolksBühne Берлин…

## Дискография

### Альбомы
- Hej-loli[бел.] (1997)
- За туманом… (1998)
- Людям (концертный альбом) (1999)
- Minsk-Berlin (2002)
- Live in Berlin (2004)
- KRIWI Live — homevideo (2005)
- InterFilmWostok fest — KRIWI video live concert minsk (2006)
- InterFilm 25 fest — KRIWI video live concert berlin (2009)
- Traukamurauka (2013)

### Синглы
- KRIWI (2000)
- KRIWI (2008)

### Другие проекты
- Вольныя танцы: слухай сваё[тарашк.] (1999)
- Preisträger von Musica Vitale (2000)
- Вольныя танцы: альтэрнатыва_by[тарашк.] (2001)
- Viza Незалежнай Рэспублікі Мроя[тарашк.] (2003)
- Personal Depeche[пол.] (2003)
- Veranika Kruhlova solo (2004)
- VERANIKA Kruhlova & WALÉRA Kanischtscheff poesie: A.Tarkowskij, Icestorm Entertainment (2005)
- kriwiby@aol.com live in VolksBühne 2022